# Stephen Masters
Stephen Greenville Masters (født 10. september 1969 i Gladsaxe, Danmark) er en dansk tidligere eliteroer.
Masters var styrmand i den danske otter, der deltog ved OL 1992 i Barcelona. Det var første gang siden OL 1952 i Helsinki at Danmark stillede op i otter, og hidtil seneste gang Danmark har været repræsenteret i denne bådtype til et OL. Roerne i båden var Jens Pørneki, Jens Jørgen Tramm, Thomas Larsen, Carsten Hassing, Jesper Thusgård Kristiansen, Lars Christensen, Martin Haldbo Hansen og Kent Skovsager.
Danskerne sluttede på en tredjeplads i det indledende heat, og kvalificerede sig derfor til semifinalen. Her var man mindre end et sekund fra at erobre den tredjeplads, der havde givet adgang til finalen, men danskerne måtte i stedet nøjes med en plads i B-finalen, som man vandt. Det betød at den danske båd i alt sluttede konkurrencen på en 7. plads ud af 15 deltagende både.
Masters vandt desuden en lang række VM-medaljer som styrmand i den danske letvægtsotter, hvor det blev til fire sølv- og to bronzemedaljer over en periode på otte år.